# Juin 1832

## Événements
- 1er juin, France :
  - le général Lamarque, figure de l’épopée napoléonienne, puis de l’opposition libérale sous la Restauration et de l’opposition républicaine sous la monarchie de Juillet, meurt du choléra;

- 2 juin, France : l’enterrement du mathématicien républicain Évariste Galois, tué lors d’un duel, donne lieu à un grand rassemblement républicain prélude à celui qui marquera les obsèques du général Lamarque, trois jours plus tard.

- 3 juin : Victor Hugo commence Le roi s'amuse.

- 3 - 4 juin, France : tentative de soulèvement de la Vendée par la duchesse de Berry, aisément réprimée par les troupes du général Dermoncourt.

- 4 juin : le Reform Act (Loi de reforme constitutionnelle) donne le droit de vote à la classe moyenne britannique. C’est la prise de pouvoir de la bourgeoisie sur la noblesse.
  - Modeste expansion de l’électorat, qui passe de 5 à 7 % de la population adulte masculine ; Abolition des « bourgs pourris » ; Réforme du système électoral en Irlande. L’aristocratie terrienne représente entre 31 % et 38 % des députés des Communes de 1831 à 1865, près des trois quarts en y ajoutant les membres de la gentry, tandis que jusqu’aux années 1880, les banquiers, marchands et autres entrepreneurs ne dépassent pas le quart des effectifs. Plus de la moitié des membres du Cabinet sont recrutés dans l’aristocratie.

- 5 juin : loi monétaire en Belgique. Naissance du franc belge[1].

- 5, 6 et 7 juin, France : émeutes déclenchées à l’occasion des obsèques du général Lamarque, député républicain. Bataille du Cloître Saint-Merry. Paris est mis en état de siège. Le Gouvernement reprend facilement la situation en main. L'état de siège dure jusqu'au 29 juin.

- 6 ou 7 juin : Rémusat quitte l'ambassade de France à Londres (Hannover saure) où il était venu sonder Talleyrand, qui avait décliné, pour succéder à Casimir Perier. On a vent des émeutes à Paris.

- 7 juin :
  - Royaume-Uni : la Chambre des lords accepte le Reform Act.
  - France : l'état de siège est proclamé. Les écrivains (y compris Victor Hugo) protestent.

- 8 juin, France : Exécution publique de Claude Gueux à Troyes .

- 16 juin, France : arrestation de Chateaubriand : prévenu de "conspiration contre la sûreté de l'État", il est placé en détention préventive une quinzaine de jours dans les appartements du préfet de police Gisquet

- 23 juin : Victor Hugo termine Le roi s'amuse.

- 28 juin, France : le roi furieux de Dupin, le chasse publiquement en Nivernais[2]

- 30 juin, France : une ordonnance de non-lieu rend la liberté à Chateaubriand.

## Naissances
- 14 juin : Nikolaus Otto (mort le 28 janvier 1891), inventeur industriel allemand
- 17 juin : Sir William Crookes, inventeur britannique († 1919).
- 21 juin : Louise Rayner, aquarelliste britannique († 8 octobre 1924).

## Décès
- 14 juin : 
  - Marie-Louise Plante (née le 10 mars 1725), centenaire québécoise
  - Bernard Louis Cattaneo (né le 7 mars 1769), général français de la révolution et de l’Empire
- 23 juin : James Hall (né en 1761), géologue et physicien écossais.
- 25 juin : Franz Josef von Gerstner (né en 1756), mathématicien et physicien autrichien.